# Кубок Естонії з футболу 2002—2003
Кубок Естонії з футболу 2002–2003 — 13-й розіграш кубкового футбольного турніру в Естонії. Титул вдруге здобув ТВМК.

## Календар
| Раунд        | Дата                            | Матчі | Клуби   |
| ------------ | ------------------------------- | ----- | ------- |
| Перший раунд | 12-23 жовтня 2002               | 8     | 24 → 16 |
| 1/8 фіналу   | 9-10 листопада 2002             | 8     | 16 → 8  |
| 1/4 фіналу   | 23-24 березня/10-11 квітня 2003 | 8     | 8 → 4   |
| 1/2 фіналу   | 8-9/18 травня 2003              | 4     | 4 → 2   |
| Фінал        | 27 травня 2003                  | 1     | 2 → 1   |

## Перший раунд
| Команда 1             | Рахунок | Команда 2                   |
| --------------------- | ------- | --------------------------- |
| 12 жовтня 2002        |         |                             |
| Тоомпеа (Таллінн) (5) | 0:3     | Меркуур (Тарту) (2)         |
| Серве (3)             | 7:3     | Ганза Юнайтед (4)           |
| ФК Лелле (4)          | 0:10    | Курессааре (2)              |
| 13 жовтня 2002        |         |                             |
| Лелле СК (5)          | 1:2     | Калев (Сілламяе) (2)        |
| Юніор Маарду (3)      | 1:5     | Елва (2)                    |
| Естел (3)             | 1:0     | Маарду (2)                  |
| 23 жовтня 2002        |         |                             |
| ГЮЙК Еммасте (3)      | 0:5     | Валга (2)                   |
| Тервіс (Пярну) (3)    | 3:2     | Таллінна Ялгпаллі Клубі (2) |

## 1/8 фіналу
| Команда 1            | Рахунок | Команда 2            |
| -------------------- | ------- | -------------------- |
| 9 листопада 2002     |         |                      |
| Меркуур (Тарту) (2)  | 1:7     | ТВМК                 |
| Естел (3)            | 0:3     | Флора                |
| Тервіс (Пярну) (3)   | 0:7     | Транс (Нарва)        |
| Валга (2)            | 2:0 дч  | Левадія (Пярну)      |
| Елва (2)             | 1:2     | Левадія (Маарду)     |
| Калев (Сілламяе) (2) | 0:6     | Тулевик (Вільянді)   |
| Курессааре (2)       | 3:4     | Лоотус (Кохтла-Ярве) |
| 10 листопада 2002    |         |                      |
| Серве (3)            | 1:4     | Левадія (Таллінн)    |

## 1/4 фіналу
| Команда 1                 | Заг. | Команда 2          | 1-й матч | 2-й матч |
| ------------------------- | ---- | ------------------ | -------- | -------- |
| 23 березня/10 квітня 2003 |      |                    |          |          |
| Флора                     | 10:1 | Валга              | 5:1      | 5:0      |
| 23 березня/11 квітня 2003 |      |                    |          |          |
| Лоотус (Кохтла-Ярве) (2)  | 0:15 | ТВМК               | 0:7      | 0:8      |
| 24 березня/10 квітня 2003 |      |                    |          |          |
| Транс (Нарва)             | 3:2  | Тулевик (Вільянді) | 0:2      | 3:0      |
| 24 березня/11 квітня 2003 |      |                    |          |          |
| Левадія (Таллінн)         | 4:2  | Левадія (Маарду)   | 3:2      | 1:0      |

## 1/2 фіналу
| Команда 1        | Заг.         | Команда 2         | 1-й матч | 2-й матч |
| ---------------- | ------------ | ----------------- | -------- | -------- |
| 8/18 травня 2003 |              |                   |          |          |
| ТВМК             | 4:3          | Транс (Нарва)     | 2:2      | 2:1      |
| 9/18 травня 2003 |              |                   |          |          |
| Флора            | 3:3 пен. 5:4 | Левадія (Таллінн) | 2:1      | 1:2 дч   |

## Фінал
| 27 травня 2003 |

| ТВМК                                    | 2:2      | Флора                      |
| --------------------------------------- | -------- | -------------------------- |
| Смирнов 33' Крилов 78'                  | Протокол | Степанов 37' Сіревичюс 16' |
|                                         | Пенальті |                            |
| - Кур'янов - Кисельов - Костін - Крилов | 4:1      | - Заховайко - Рейм - Кулик |

| Кадріорг, Таллінн Глядачів: 1 200 Арбітр: Маргус Коттер |